# Francesco Talenti
Francesco Talenti (Florencia, 1300 - 1369) fue un escultor y arquitecto italiano que desarrolló su actividad en el siglo XIV. Su hijo fue Simone Talenti también arquitecto escultor.

## Biografía

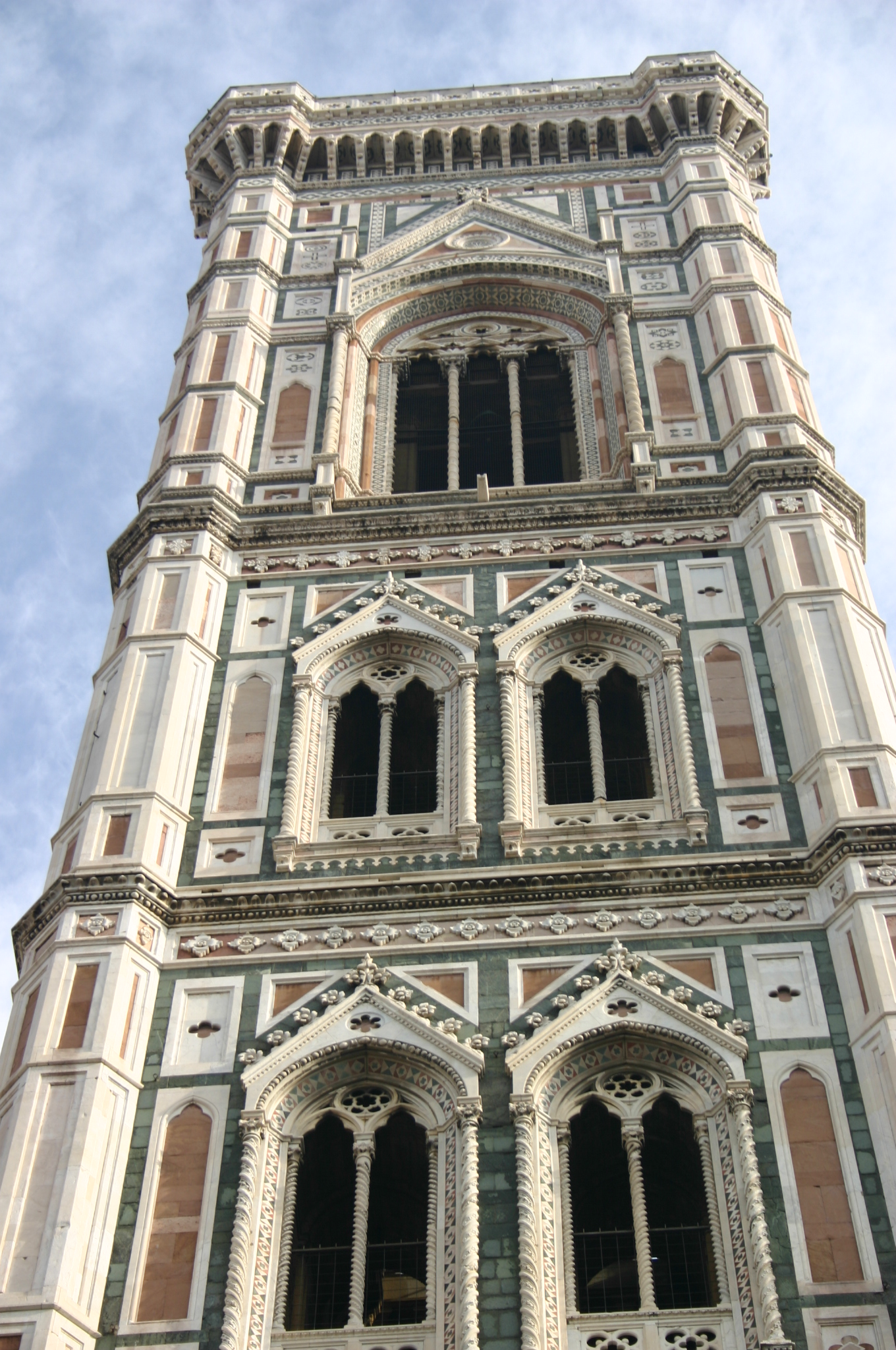
Talenti trabajo sobre el Campanile: las dos plantas del centro y el eje de la torre superior.

Si la actividad del arquitecto Francesco Talenti se cita en la realización de la cúpula de Orvieto hacia 1325 no se sabe 
exactamente que obras son atribuibles a él. En 1351, se convirtió en contratista principal en la edificación de la catedral de 
Santa María del Fiore en Florencia, sucediendo a Andrea Pisano en la dirección de la obra. Se expande la estructura mediante 
el rediseño de la cabecera principal y el presbiterio a la nave, haciendo que la 
cúpula de Florencia fuera la más grande jamás construida antes. Acabó el campanario de Giotto.